# Chandelao
Chandalao (o Chandelaogarh) fou una thikana de Jodhpur concedida en jagir pel maharajà de Jodhpur a un rajput rathor del clan Kumpawat.

## Llista de governants
- Thakur Jawar Singh ?-1902, (12è)
- Thakur Ugam Singh 1902-?
- Thakur Umed Singh
- Thakur Takhat Singh